# Jamie Maclaren
Jamie Maclaren (Melbourne, 29 juli 1993) is een Australisch voetballer die doorgaans speelt als spits. In juli 2024 verruilde hij Melbourne City voor Mohun Bagan. Maclaren maakte in 2016 zijn debuut in het Australisch voetbalelftal.

## Clubcarrière
Maclaren speelde voor Sunbury United en Green Gully, alvorens hij na een succesvolle stage aangetrokken werd door Blackburn Rovers. Bij de Engelse club wist de aanvaller niet door te breken en na drie seizoenen keerde hij terug naar Australië, waar Perth Glory zijn nieuwe club werd. Zijn debuut in het eerste elftal maakte hij op 13 oktober 2013, toen met 3–1 werd verloren van Adelaide United. Maclaren mocht die dag in de basis beginnen en hij speelde het gehele duel mee. Twee weken later, op 27 oktober, kwam hij voor het eerst tot scoren. In eigen huis maakte hij tegen Melbourne City vijf minuten na rust het enige doelpunt van de wedstrijd.
Na twee seizoenen, waarin hij in totaal elfmaal scoorde, verkaste Maclaren naar Brisbane Roar. Na twee seizoenen op rij twintig competitiegoals te hebben gemaakt, nam Darmstadt 98 de aanvaller transfervrij over. In Duitsland zette hij zijn handtekening onder een verbintenis voor de duur van drie seizoenen. In de eerste helft van het seizoen 2017/18 kwam Maclaren maar tot zeven competitieduels, telkens als invaller, en hierop trok hij in de winterstop op huurbasis naar Hibernian. In een halfjaar maakte hij acht doelpunten in vijftien competitieduels. In de zomer van 2018 werd hij opnieuw verhuurd aan Hibernian, ditmaal voor het gehele seizoen 2018/19.
Deze verhuurperiode werd na een halfjaar afgebroken, waarop Maclaren terugkeerde naar Australië om voor Melbourne City te gaan voetballen. In het seizoen 2019/20 werd de aanvaller topscorer van de A-League met tweeëntwintig doelpunten. Het seizoen erop herhaalde hij die prestatie, nu met vijfentwintig treffers. In dat laatste jaar werd hij tevens landskampioen met Melbourne City. Zijn contract liep af in de zomer van 2024, waarop hij naar Mohun Bagan verkaste.

## Clubstatistieken
| Seizoen | Club           | Competitie    | Competitie | Competitie | Beker | Beker | Internationaal | Internationaal | Totaal | Totaal |
| Seizoen | Club           | Competitie    | Wed.       | Dlp.       | Wed.  | Dlp.  | Wed.           | Dlp.           | Wed.   | Dlp.   |
| ------- | -------------- | ------------- | ---------- | ---------- | ----- | ----- | -------------- | -------------- | ------ | ------ |
| 2013/14 | Perth Glory    | A-League      | 18         | 2          | 0     | 0     | —              | —              | 18     | 2      |
| 2014/15 | Perth Glory    | A-League      | 20         | 9          | 2     | 0     | —              | —              | 22     | 9      |
| 2015/16 | Brisbane Roar  | A-League      | 25         | 20         | 0     | 0     | —              | —              | 25     | 20     |
| 2016/17 | Brisbane Roar  | A-League      | 28         | 20         | 0     | 0     | 6              | 3              | 34     | 23     |
| 2017/18 | Darmstadt 98   | 2. Bundesliga | 7          | 0          | 1     | 0     | —              | —              | 8      | 0      |
| 2017/18 | → Hibernian    | Premiership   | 15         | 8          | 0     | 0     | —              | —              | 15     | 8      |
| 2018/19 | → Hibernian    | Premiership   | 12         | 1          | 1     | 0     | 2              | 0              | 15     | 1      |
| 2018/19 | Melbourne City | A-League      | 9          | 5          | 1     | 2     | —              | —              | 10     | 7      |
| 2019/20 | Melbourne City | A-League      | 25         | 23         | 4     | 4     | —              | —              | 29     | 27     |
| 2020/21 | Melbourne City | A-League      | 24         | 25         | 0     | 0     | —              | —              | 24     | 25     |
| 2021/22 | Melbourne City | A-League      | 27         | 16         | 0     | 0     | 6              | 2              | 33     | 18     |
| 2022/23 | Melbourne City | A-League      | 29         | 24         | 2     | 0     | —              | —              | 31     | 24     |
| 2023/24 | Melbourne City | A-League      | 28         | 10         | 3     | 3     | 6              | 1              | 37     | 14     |
| 2024    | Mohun Bagan    | ISL           | 6          | 2          | 0     | 0     | 0              | 0              | 6      | 2      |
| Totaal  | Totaal         | Totaal        | 264        | 165        | 14    | 9     | 20             | 6              | 298    | 180    |

Bijgewerkt op 13 november 2024.

## Interlandcarrière
Maclaren maakte zijn debuut in het Australisch voetbalelftal op 27 mei 2016, toen met 2–1 verloren werd van Engeland. Marcus Rashford en Wayne Rooney scoorden voor de Engelsen, waarna Eric Dier zijn eigen doelman passeerde. Maclaren mocht van bondscoach Ange Postecoglou in de basis starten en hij werd na achtenvijftig minuten gewisseld voor Chris Ikonomidis. De andere debutant dit duel was Milos Degenek (1860 München). Maclaren werd in mei 2018 door Bert van Marwijk opgenomen in de voorselectie van Australië voor het wereldkampioenschap in Rusland. Toen Van Marwijk besloot zijn voorselectie in te krimpen, was Maclaren een van de spelers die van de lijst verwijderd werd. Na een blessure bij Tomi Jurić werd Maclaren opnieuw opgeroepen voor het trainingskamp van de nationale ploeg. Australië werd uitgeschakeld in een groep met de latere wereldkampioen Frankrijk, Denemarken en Peru. Maclaren kwam in alle drie de duels niet in actie.
Maclaren werd in november 2022 door bondscoach Graham Arnold opgenomen in de selectie van Australië voor het WK 2022. Tijdens dit WK werd Australië door Argentinië uitgeschakeld in de achtste finales nadat het in de groepsfase had verloren van Frankrijk en gewonnen van Tunesië en Denemarken. Maclaren kwam in drie duels in actie. Zijn toenmalige clubgenoten Marco Tilio en Mathew Leckie (eveneens Australië) waren ook actief op het toernooi.
| Interlands van Jamie Maclaren voor Australië | Interlands van Jamie Maclaren voor Australië | Interlands van Jamie Maclaren voor Australië | Interlands van Jamie Maclaren voor Australië | Interlands van Jamie Maclaren voor Australië | Interlands van Jamie Maclaren voor Australië | Interlands van Jamie Maclaren voor Australië |
| №                                            | Datum                                        | Wedstrijd                                    | Uitslag                                      | Competitie                                   | Goals                                        |                                              |
| Als speler bij Brisbane Roar                 | Als speler bij Brisbane Roar                 | Als speler bij Brisbane Roar                 | Als speler bij Brisbane Roar                 | Als speler bij Brisbane Roar                 | Als speler bij Brisbane Roar                 | Als speler bij Brisbane Roar                 |
| -------------------------------------------- | -------------------------------------------- | -------------------------------------------- | -------------------------------------------- | -------------------------------------------- | -------------------------------------------- | -------------------------------------------- |
| 1                                            | 27 mei 2016                                  | Engeland – Australië                         | 2 – 1                                        | Vriendschappelijk                            |                                              |                                              |
| 2                                            | 15 november 2016                             | Thailand – Australië                         | 2 – 2                                        | WK 2018 kwalificatie                         |                                              |                                              |
| 3                                            | 13 juni 2017                                 | Australië – Brazilië                         | 0 – 4                                        | Vriendschappelijk                            |                                              |                                              |
| 4                                            | 25 juni 2017                                 | Chili – Australië                            | 1 – 1                                        | Confederations Cup 2017                      |                                              |                                              |
| Als speler bij Darmstadt 98                  |                                              |                                              |                                              |                                              |                                              |                                              |
| 5                                            | 5 september 2017                             | Australië – Thailand                         | 2 – 1                                        | WK 2018 kwalificatie                         |                                              |                                              |
| Als speler bij Hibernian                     |                                              |                                              |                                              |                                              |                                              |                                              |
| 6                                            | 1 juni 2018                                  | Australië – Tsjechië                         | 4 – 0                                        | Vriendschappelijk                            |                                              |                                              |
| 7                                            | 17 november 2018                             | Australië – Zuid-Korea                       | 1 – 1                                        | Vriendschappelijk                            |                                              |                                              |
| 8                                            | 30 december 2018                             | Oman – Australië                             | 0 – 5                                        | Vriendschappelijk                            |                                              |                                              |
| 9                                            | 6 januari 2019                               | Australië – Jordanië                         | 0 – 1                                        | AK 2019                                      |                                              |                                              |
| 10                                           | 11 januari 2019                              | Palestina – Australië                        | 0 – 3                                        | AK 2019                                      | 18'                                          |                                              |
| 11                                           | 15 januari 2019                              | Australië – Syrië                            | 3 – 2                                        | AK 2019                                      |                                              |                                              |
| 12                                           | 21 januari 2019                              | Australië – Oezbekistan                      | 0 – 0                                        | AK 2019                                      |                                              |                                              |
| 13                                           | 25 januari 2019                              | Verenigde Arabische Emiraten – Australië     | 1 – 0                                        | AK 2019                                      |                                              |                                              |
| Als speler bij Melbourne City                |                                              |                                              |                                              |                                              |                                              |                                              |
| 14                                           | 10 oktober 2019                              | Australië – Nepal                            | 5 – 0                                        | WK 2022 kwalificatie                         | 6', 19', 90'                                 |                                              |
| 15                                           | 15 oktober 2019                              | Taiwan – Australië                           | 1 – 7                                        | WK 2022 kwalificatie                         | 84'                                          |                                              |
| 16                                           | 7 juni 2021                                  | Australië – Taiwan                           | 5 – 1                                        | WK 2022 kwalificatie                         | 27' (pen.)                                   |                                              |
| 17                                           | 11 juni 2021                                 | Nepal – Australië                            | 0 – 3                                        | WK 2022 kwalificatie                         |                                              |                                              |
| 18                                           | 15 juni 2021                                 | Australië – Jordanië                         | 1 – 0                                        | WK 2022 kwalificatie                         |                                              |                                              |
| 19                                           | 16 november 2021                             | China – Australië                            | 1 – 1                                        | WK 2022 kwalificatie                         |                                              |                                              |
| 20                                           | 27 januari 2022                              | Australië – Vietnam                          | 4 – 0                                        | WK 2022 kwalificatie                         | 30'                                          |                                              |
| 21                                           | 1 februari 2022                              | Oman – Australië                             | 2 – 2                                        | WK 2022 kwalificatie                         | 15' (pen.)                                   |                                              |
| 22                                           | 24 maart 2022                                | Australië – Japan                            | 0 – 2                                        | WK 2022 kwalificatie                         |                                              |                                              |
| 23                                           | 1 juni 2022                                  | Australië – Jordanië                         | 2 – 1                                        | Vriendschappelijk                            |                                              |                                              |
| 24                                           | 7 juni 2022                                  | Verenigde Arabische Emiraten – Australië     | 1 – 2                                        | WK 2022 kwalificatie                         |                                              |                                              |
| 25                                           | 13 juni 2022                                 | Australië – Peru                             | 0 – 0 (5 – 4 n.s.)                           | WK 2022 kwalificatie                         |                                              |                                              |
| 26                                           | 22 september 2022                            | Australië – Nieuw-Zeeland                    | 1 – 0                                        | Vriendschappelijk                            |                                              |                                              |
| 27                                           | 26 november 2022                             | Tunesië – Australië                          | 0 – 1                                        | WK 2022                                      |                                              |                                              |
| 28                                           | 30 november 2022                             | Australië – Denemarken                       | 1 – 0                                        | WK 2022                                      |                                              |                                              |
| 29                                           | 3 december 2022                              | Argentinië – Australië                       | 2 – 1                                        | WK 2022                                      |                                              |                                              |
| 30                                           | 15 juni 2023                                 | Argentinië – Australië                       | 2 – 0                                        | Vriendschappelijk                            |                                              |                                              |
| 31                                           | 16 november 2023                             | Australië – Bangladesh                       | 7 – 0                                        | WK 2022 kwalificatie                         | 48', 70', 84'                                |                                              |
| 32                                           | 21 november 2021                             | Palestina – Australië                        | 0 – 1                                        | WK 2022 kwalificatie                         |                                              |                                              |

Bijgewerkt op 13 november 2024.

## Erelijst
| Competitie         |                |                                                            |                |                |
| Competitie         | Aantal         | Jaren                                                      |                |                |
| Melbourne City     | Melbourne City | Melbourne City                                             | Melbourne City | Melbourne City |
| ------------------ | -------------- | ---------------------------------------------------------- | -------------- | -------------- |
| A-League           | 1              | 2020/21                                                    |                |                |
| Individueel        |                |                                                            |                |                |
| Topscorer A-League | 3              | 2019/20 (23 goals), 2020/21 (25 goals), 2022/23 (24 goals) |                |                |